# Vojna kralja Williama
Vojna kralja Viljema (znana tudi kot Druga indijanska vojna, Vojna očeta Baudoina, Castinova vojna, ali Prva medkolonialna vojna v francoščini) je bilo severnoameriško prizorišče devetletne vojne (1688–1697), znane tudi kot Vojna velike zveze ali Vojna Augsburške lige. Bila je prva od šestih kolonialnih vojn (glej štiri francoske in indijanske vojne, vojna očeta Raleja in vojna očeta Le Loutra), ki so se bojevale med Novo Francijo in Novo Anglijo skupaj z njunimi staroselskimi zavezniki, preden je Francija leta 1763 odstopila svoja preostala celinska ozemlja v Severni Ameriki vzhodno od reke Mississippi.
Med Viljemsko vojno niti Anglija niti Francija nista pomislili na oslabitev svojega položaja v Evropi, da bi podprli vojna prizadevanja v Severni Ameriki. Nova Francija in Konfederacija Wabanaki sta uspeli preprečiti širitev Nove Anglije v Akadijo, katere mejo je Nova Francija opredelila kot reko Kennebec, ki je zdaj v južnem Mainu.:27 V skladu z določili miru iz Ryswicka iz leta 1697, ki je končal devetletno vojno so meje in postojanke Nove Francije, Nove Anglije in New Yorka ostale v bistvu nespremenjene.
Vojno je v veliki meri povzročilo dejstvo, da se pogodbe in sporazumi (Pogodba iz Casca 1678), ki so bili doseženi ob koncu vojne kralja Filipa (1675–1678), niso spoštovali. Poleg tega so bili Angleži zaskrbljeni, da Indijanci prejemajo francosko ali morda nizozemsko pomoč. Indijanci so izkoriščali Angleže in njihove strahove, tako da so prikazovali, da so na strani Francozov. Tudi Francozi so se dali prevarati, saj so mislili, da Indijanci sodelujejo z Angleži. Ti dogodki, poleg dejstva, da so Angleži Indijance kljub njihovi nepripravljenosti, da bi se podredili, imeli za svoje podložnike, so sčasoma privedli do dveh konfliktov, eden od njiju je bila vojna kralja Viljema.

## Severna Amerika konec 17. stoletja
Angleških naseljencev je bilo na začetku vojne več kot 154.000 in so številčno prekašali francoske v razmerju 12 proti 1. Vendar so bile razdeljene na več kolonij vzdolž atlantske obale, ki niso mogle učinkovito sodelovati in so bile zapletene v medsebojne spopade v Slavni revoluciji, ki je ustvarila napetosti med kolonisti. Poleg tega Angležem primanjkovalo vojaškega vodstva in so imeli težaven odnos s svojimi domačimi Irokeškimi zavezniki.
Nova Francija je bila razdeljena na tri enote: Akadija na atlantski obali; Kanada, vzdolž reke Svetega Lovrenca in do Velikih jezer; Louisiana, od Velikih jezer do Mehiškega zaliva, vzdolž reke Mississippi. Francosko prebivalstvo je leta 1689 štelo 14.000 ljudi. Čeprav so bili Francozi številčno močno v manjšini, so bili politično bolj enotni in so imeli nesorazmerno veliko odraslih moških z vojaškimi izkušnjami. Ker so se zavedali svoje številčne manjvrednosti, so razvili dobre odnose z avtohtonimi ljudstvi, da bi pomnožili svoje sile in učinkovito uporabili taktiko napadi in se umakni.

## Vzroki vojne
Kralj Jakob II. Angleški, katolik, je bil konec leta 1688 odstavljen v Slavni revoluciji, med katero sta Viljem III. in Marija II., ki sta bila protestanta, zasedla prestol. Viljem se je pridružil Augsburški ligi v njeni vojni proti Franciji, ki se je začela leta 1688, kamor je Jakob pobegnil.
Med Novo Francijo in severnimi angleškimi kolonijami v Severni Ameriki je vladala precejšnja napetost, saj je Jakob II. leta 1686 reorganiziral ločene uprave kolonij v Dominion Nove Anglije. Nova Anglija in Irokezi so se včasih borili proti Novi Franciji in njenim zaveznikom Wabanaki. Irokezi so takrat prevladovali v gospodarsko pomembni trgovini s krznom na območju Velikih jezer in so bili v konfliktu z Novo Francijo od leta 1680.:43 Na pobudo Nove Anglije so Irokezi z vojaškimi sredstvi prekinili trgovino med Novo Francijo in njihovimi zahodnimi staroselskimi zavezniki. V povračilne ukrepe je Nova Francija napadla zemljišča, ki so pripadala plemenu SenecKrepko besediloa irokeške konfederacije v zahodnem New Yorku. Nova Anglija je nato podprla Irokeze v njihovem konfliktu proti Novi Franciji z napadom na mestece Lachine.:44
Podobne napetosti so bile na meji med Novo Anglijo in Akadijo, katere mejo je Nova Francija opredelila kot reko Kennebec, ki je zdaj v južnem Mainu.:27 Angleški naseljenci iz Massachusettsa, katerih listina je vključevala območje Maina, so do takrat razširili svoja naselja v Akadijo. Da bi si zagotovili pravico Nove Francije do Maina, so Francozi ustanovili katoliške misije med tremi največjimi avtohtonimi vasmi v regiji: eno ob reki Kennebec (Norridgewock); eden dlje proti severu na reki Penobscot  in eden na reki Saint John (zaliv Fundy). Pet avtohtonih plemen v regiji Akadija je v odgovor na vojno kralja Filipa ustanovilo konfederacijo Wabanaki, da bi sklenilo politično in vojaško zavezništvo z Novo Francijo ter preprečilo nadaljnjo širitev Angležev.

## Potek vojne

### Nova Anglija, Akadija in Nova Fundlandija
Bojišče Nove Anglije, Akadije in Nove Fundlandije je znano tudi kot Castinova vojna in Vojna očeta Jeana Baudoina.
Aprila 1688 je guverner Edmund Andros oropal dom in vas Jeanq-Vincentq d'Abbadie de Saint-Castinq v zalivu Penobscot Bay (Castine, Maine).:607 Kasneje, avgusta, so Angleži napadli francosko vas Guysborough, Nova Škotska. V odgovor sta se Castin in Konfederacija Wabanaki leta 1688 vključila v kampanjo na severovzhodni obali vzdolž meje med Novo Anglijo in Akadijo. Začela se je 13. avgusta 1688 pri New Dartmouthu (Newcastle, Maine), kjer je bilo ubitih nekaj naseljencev. Nekaj dni pozneje so v prvi bitki pri Yarmouthu, Maine ubili dve osebi. Jeseni 1688 so pri Kennebunku, Maine člani Konfederacije ubili dve družini.
Naslednjo pomlad, junija 1689, je več sto Abenakijev in Pennacook Indijancev pod poveljstvom Kancamagusa in Mesandowita napadlo Dover v New Hampshireu; ubili so več kot 20 ljudi in vzeli 29 ujetnikov, ki so jih prodali v ujetništvo v Novi Franciji. Junija so v Sacu, Maine ubili štiri moške. Kot odgovor na te napade so zbrali 24 mož, da bi iskali trupla in zasledovali staroselce. Prisiljeni so bili vrniti se, potem ko so v spopadih z domorodci izgubili četrtino svojih mož.
Avgusta 1689 sta Saint-Castin in oče Louis-Pierre Thury vodila abenakijsko vojno skupino, ki je zavzela in uničila utrdbo v Pemaquidu, MainePemaquidu]] (zdaj v Bristolu, Maine). Padec Pemaquida je bil za Angleže precejšen udarec. Mejo je potisnila nazaj v Casco (danes Falmouth, Maine).:81}
Nova Anglija se je maščevala za te napade tako, da je poslala majorja Benjamina Churcha, da je napadel Akadijo. Med vojno kralja Viljema je Church vodil štiri novoangleške skupine v Akadijo, ki so vključevale večino Maina, proti Akadijcem in članom konfederacije Wabanaki. Na prvi odpravi v Akadijo, 21. septembra 1689, je Church z 250 vojaki branil skupino angleških naseljencev, ki so se poskušali naseliti v Falmouthu (blizu današnjega Portlanda, Maine). Plemena konfederacije Wabanaki so ubila 21 njegovih mož, vendar je bila Churchova obramba uspešna in domorodci so se umaknili.:33 Church se je nato vrnil v Boston in pustil majhno skupino angleških naseljencev nezaščiteno. Naslednjo pomlad se je več kot 400 francoskih in domačih vojakov pod vodstvom Castina uničil oSalmon Falls (danes Berwick, Maine), vrnilo v Falmouth in v bitki pri utrdbi Loyal pobilo vse angleške naseljence. Ko se je Church pozneje tisto poletje vrnil v vas, je pokopal mrtve.:175–76 Padec utrdbe Fort Loyal (Casco) je povzročil skoraj popolno izselitev Maina. Domače sile so nato brez povračilnih ukrepov napadle mejo New Hampshira.:82

#### Bitka pri Port Royalu (1690)
Sile iz Nove Anglije pod vodstvom sira Williama Phipsa so se maščevale z napadom na Port-Royal, glavno mesto Akadije. Bitka pri Port Royalu (1690) se je začela 9. maja 1690.:82 Phips je prispel s 736 možmi iz Nove Anglije na sedmih angleških ladjah. Guverner Louis-Alexandre des Friches de Menneval se je boril dva dni in se nato predal. Garnizija je bila zaprta v cerkvi, Menneval pa v svoji hiši. Angleži so zravnali z tlemi začetek gradnje nove utrdbe.:38 Prebivalce Port Royala so zaprli v cerkvi in prisegli zvestobo kralju.:39
Phips je odšel, a junija so prispele vojne ladje iz New York Cityja, kar je povzročilo še več uničenja.:82 Mornarji so požgali in oropali naselje, vključno z župnijsko cerkvijo.:40 Angleži so ponovno odšli, guverner Akadije Joseph Robineau de Villebon pa je prestolnico preselil na varnejše ozemlje v notranjost, v Fort Nashwaak (zdaj v Frederictonu v New Brunswicku). Trdnjava Nashwaak je ostala glavno mesto še po vojni, dokler ni bil Port Royal leta 1699 ponovno razglašen za glavno mesto.:45
Na Churchovi drugi odpravi v Akadijo je 11. septembra 1690 s 300 možmi prispel v zaliv Casco. Njegova naloga je bila, da osvobodi angleško utrdbo Pejpescot (danes Brunswick, Maine), ki jo je zavzela konfederacija Wabanaki.:179–180 Odpravil se je po reki Androscoggin do utrdbe Pejepscot.:66 Od tam je šel 40 mi (64 km) navzgor do slapov Livermore, Maine in napadel domorodno vas. Churchovi možje so med umikom ustrelili tri ali štiri domorodce. Church je v wigwamih odkril pet angleških ujetnikov. Church je poklal šest ali sedem domorodcev in ujel devet.:67 Nekaj dni kasneje so člani konfederacije Wabanaki v povračilne ukrepe napadli Churcha pri Cape Elizabeth, Maine na rtu Purpooduc, ubili sedem njegovih mož in ranili 24 drugih.:69 26. septembra se je Church vrnil v Portsmouth, New Hampshire.
Med vojno kralja Viljema, ko je mesto Wells, Maine vsebovalo približno 80 hiš in brunaric, jo je 9. junija 1691 napadlo približno 200 ameriških staroselcev pod poveljstvom sahema Moxusa, vendar sta stotnik James Converse in njegova milica uspešno branila garnizijo poročnika Josepha Storerja, ki je bila obdana z ograjeno palisado. Drug sahem, Madockawando, je zagrozil, da se bo naslednje leto vrnil "in poslal psa Conversea iz njegovega brloga."
Ko so se domorodci umaknili, so odšli v York, Maine, pri Cape Neddick, se vkrcali na ladjo in pobili večino posadke. Požgali so tudi vas.
V začetku leta 1692 se je v York vrnilo približno 150 Abenakijev pod poveljstvom častnikov Nove Francije, ki so ubili približno 100 angleških naseljencev in požgali stavbe v tem, kar bo postalo znano kot pokol ob Svečnici.
Churchova tretja odprava v Akadijo med vojno se je zgodila leta 1692, ko je s 450 možmi napadel Penobscot (danes Penobscot Indian Island Reservation, Maine]]).:212 Church in njegovi možje so nato napadli Taconock (Winslow, Maine).:214
Leta 1693 so fregate Nove Anglije ponovno napadle Port Royal in požgale skoraj ducat hiš in tri hleve, polne žita.:43
18. julija 1694 je francoski vojak Claude-Sébastien de Villieu s približno 250 Abenakiji iz Norridgewocka pod poveljstvom njihovega sagamorja (vrhovnega poglavarja) Bomazeena (ali Bomoseena) napadel angleško naselje Durham, New Hampshire v pokolu na reki Oyster. Francoske in domače sile so ubile skupno 104 prebivalce in zajele 27 ujetnikov ter požgale polovico bivališč, vključno s petimi garnizijami. Uničili so tudi pridelke in pobili živino, kar je povzročilo lakoto in revščino preživelim.

#### Obleganje Pemaquida (1696)
Leta 1696 sta se Nova Francija in plemena Wabanakijske konfederacije, ki sta jih vodila Saint-Castie in Pierre Le Moyne d'Iberville, vrnila in se bojevala pomorski bitki v zalivu Fundy, nato pa nadaljevala z napadom na Pemaquid. Po obleganju Pemaquida je d'Iberville povedel vojsko 124 Kanadčanov, Akadijcev, Mi'kmakov in Abenakijev v kampanjo na polotoku Avalon. Uničili so skoraj vsako angleško naselje na Novi Fundlandiji, ubili so več kot 100 Angležev, ujeli so jih še mnogo več in deportirali skoraj 500 v Anglijo ali Francijo.:84
V povračilni ukrep se je Church odpravil na svojo četrto odpravo v Akadijo in izvedel povračilni napad na akadijske skupnosti na Chignecti ožini in oblegal utrdbo Nashwaak, ki je bila glavno mesto Akadije.:215 Osebno je vodil svoje čete pri pobijanju prebivalcev Chignecta, plenil njihovo gospodinjsko blago, požigal njihove hiše in poklal njihovo živino.

### Quebec in new York
Tudi avgusta 1689 je 1.500 Irokezov, ki so se želeli maščevati za dejanja Jacquesa-Renéja de Brisaya, markiza de Denonvilla, napadlo francosko naselbino pri pokolu v Lachinu. Louis de Buade de Frontenac, ki je nadomestil Denonvilla kot generalni guverner, je kasneje napadel irokeško vas Onondaga. Nova Francija in njeni indijanski zaveznike so v začetku leta 1690 napadli angleška obmejna naselja z pokolom v Schenectadyju v New Yorku.
Temu sta sledili dve ekspediciji. Ena, na ozemlju pod poveljstvom province Connecticut je ciljala na Montreal; druga, ki jo je vodil sir William Phips je ciljala na mesto Quebec. Winthropova odprava je propadla zaradi bolezni in težav z oskrbo, Phips pa je bil poražen v bitki za Quebec. Odpravi v Quebecu in Port Royalu sta bili edini večji ofenzivi v Novi Angliji v vojni kralja Viljema; do konca vojne so se angleški kolonisti ukvarjali predvsem z obrambnimi operacijami, spopadi in povračilnimi napadi.
Pet irokeških narodov je trpelo zaradi šibkosti svojih angleških zaveznikov.:290 Leta 1693 in 1696 so Francozi in njihovi indijanski zavezniki opustošili irokeška mesta in uničili pridelke, medtem ko so kolonisti province New York ostali pasivni. Potem, ko sta Anglija in Francija leta 1697 sklenili mir, so Irokezi, ki so jih angleški kolonisti zapustili, ostali v vojni z Novo Francijo do leta 1701,:291 ko je bil v Montrealu sklenjen Veliki montrealski mir.

### Hudsonov zaliv
Vojna je služila tudi kot ozadje za nenehno gospodarsko vojno med francoskimi in angleškimi interesi v arktični Severni Ameriki. Družba Hudsonovega zaliva je do začetka 1680-ih let ustanovila trgovske postojanke v Jamesovem zalivu in južnih delih Hudsonovega zaliva. V seriji napadov, ki so se začeli z odpravo v Hudsonovem zalivu, ki jo je organiziral Denonville in so se nadaljevali vse do devetletne vojne, so večino teh postojank, vključno z Moose Factory, York Factory in Fort Albany (Ontario), zavzeli francoski napadalci, ki jih je vodil predvsem d'Iberville.
Vendar so bile francoske sile majhne in njihov vpliv na zavzetih postojankah precej šibek – York Factory so Angleži ponovno zavzeli leta 1695. Leta 1697 je v bitki pri Hudsonovem zalivu, eni največjih pomorskih bitk vojne, d'Iberville z eno samo ladjo premagal tri angleške ladje in nato ponovno zavzel York Factory.

## Posledice
Ryswickova pogodba, podpisana septembra 1697, je končala vojno med kolonialnima silama in kolonialne meje vrnila na status quo ante bellum. Mir ni trajal dolgo  in v petih letih so bile kolonije vpletene v naslednjo fazo kolonialnih vojn, vojno kraljice Ane. Po poravnavi s Francijo leta 1701 so Irokezi v tem konfliktu ostali nevtralni in niso sodelovali v aktivnih sovražnostih proti nobeni strani. Napetosti med Angleži in plemeni konfederacije Wabanaki, ki so se ponovno borila s Francozi v vojni kraljice Ane, so ostale. Za konflikt so bili značilni pogosti napadi v Massachusettsu, vključno z napadom na Groton leta 1694, v katerem so ugrabili otroke in napadom na Deerfield leta 1704, v katerem so  pleme Mohawki irokeške konfederacije in Francozi odpeljali več kot 100 ujetnikov na sever v Montreal zaradi odkupnine ali posvojitve. Do konca vojne je domorodcem uspelo ubiti več kot 700 Angležev in ujeti več kot 250 vzdolž meje med Akadijo in Novo Anglijo.
Pogodba iz Ryswicka ni bila zadovoljiva za predstavnike Družbe Hudsonovega zaliva. Ker je bila večina njenih trgovskih postojank v Hudsonovem zalivu izgubljena v korist Francozov že pred začetkom vojne, je pravilo status quo ante bellum pomenilo, da so ostale pod francoskim nadzorom. Družba je svoja ozemlja ponovno pridobila za pogajalsko mizo, ko je Utrechtska pogodba končala vojno kraljice Ane.
Znanstveniki razpravljajo o tem, ali je bila vojna dejavnik, ki je prispeval k čarovniškim procesom v Salemu. Vojna kralja Viljema in vojna kralja Filipa (1675–78) sta privedli do razselitve številnih beguncev v okrožju Essex, Massachusetts. Begunci so s seboj nosili strah pred Indijanci, kar naj bi vodilo do strahu pred čarovništvom, še posebej ker je bil hudič verjetno tesno povezan z Indijanci in magijo. Seveda je tudi Cotton Mather zapisal, da bo to vodilo v dobo žalosti in je bil verjetno zagovornik tega, da je Salem leta 1692 pripeljal do čarovniške krize. Znanstveniki razpravljajo o tej teoriji, ena od znanstvenic, Jenny Hale Pulsipher, pa trdi, da je bila vojna kralja Viljema bolj verjeten vzrok. Med drugimi znanstveniki, ki so pisali o teoriji, da so bile vojne glavni vzrok za salemske čarovniške procese, so Mary Beth Norton, James Kences in Emerson Baker.

## Navedbe
1. 1 2  Predloga:Cite DCB
2. ↑  Taylor, Alan (2005). Writing Early American History. University of Pennsylvania Press. str. 74. ISBN 978-0-8122-1910-4 – prek Google books.
3. 1 2  Williams, Alan F. (1987). Father Baudoin's War: D'Iberville's Campaigns in Acadia and Newfoundland, 1696, 1697. Department of Geography, Memorial University of Newfoundland. ISBN 978-0-88901-144-1 – prek Google books.
4. 1 2  Sylvester, Herbert Milton (1910). Indian Wars of New England: The Land of the Abenake. The French Occupation. King Philip's War. St. Castin's War. Zv. I. Boston: W.B. Clarke Company. str. 54.
5. ↑  Lacoursière, Jacques; Provencher, Jean; Vaugeois, Denis (2001). Canada-Québec 1534–2000. Les éditions du Septentrion. str. 92. ISBN 978-2-89448-186-8.
6. ↑  Bromley, J. S., ur. (1971). The New Cambridge Modern History. Zv. 6, The Rise of Great Britain and Russia, 1688–1715/25. Cambridge University Press. str. 488. ISBN 978-0-521-07524-4.
7. 1 2 3  Williamson, William D. (1832). The History of the State of Maine: From Its First Discovery, A. D. 1602, to the Separation, A. D. 1820, Inclusive. Zv. II. Glazier, Masters & Smith.
8. ↑  Griffiths, N.E.S. (2005). From Migrant to Acadian: A North American Border People, 1604–1755. McGill-Queen's University Press. str. 61. ISBN 978-0-7735-2699-0.
9. ↑  Campbell, William Edgar (2005). The Road to Canada: The Grand Communications Route from Saint John to Quebec. Goose Lane Editions. str. 21. ISBN 978-0-86492-426-1.
10. 1 2 3  Pulsipher, Jenny Hale (december 2007). »Dark Cloud Rising from the East«. The New England Quarterly. 80 (4): 588–613. doi:10.1162/tneq.2007.80.4.588. JSTOR 20474581. S2CID 57560166.{{navedi časopis}}:  Vzdrževanje CS1: samodejni prevod datuma (povezava)
11. ↑  McIlwraith, Thomas F.; Muller, Edward K. (2001). North America: The Historical Geography of a Changing Continent. Rowman & Littlefield. str. 98. ISBN 978-0-7425-0019-8 – prek Google books.
12. 1 2 3 4  Tucker, Spencer (2013). Almanac of American Military History. Zv. I: 1000–1830. ABC-CLIO. str. 10–11. ISBN 978-1-59884-530-3 – prek Google books.
13. ↑  Havard, Gilles (2001). The Great Peace of Montreal of 1701: French-native Diplomacy in the Seventeenth Century. McGill-Queen's University Press. str. 66. ISBN 978-0-7735-2219-0 – prek Google books.
14. 1 2  Chartrand, René (2013). French Fortresses in North America 1535–1763: Québec, Montréal, Louisbourg and New Orleans. Bloomsbury. str. 4. ISBN 978-1-4728-0317-7 – prek Google books.
15. 1 2  Aquila, Richard (1997) [1983]. The Iroquois Restoration: Iroquois Diplomacy on the Colonial Frontier, 1701–1754. University of Nebraska Press. ISBN 978-0-8032-5932-4 – prek Gooble books.
16. ↑  Predloga:CRHP
17. ↑  Grenier, John (2008). The Far Reaches of Empire: War in Nova Scotia, 1710-1760. University of Oklahoma Press. str. 51, 54. ISBN 978-0-8061-3876-3 – prek Google books.
18. ↑  Prins, Harald E.L. (Marec 1999). Storm Clouds over Wabanakiak: Confederacy Diplomacy until Dummer's Treaty (1727). The Atlantic Policy Congress of First Nations Chiefs. Amherst, NS: Wabanaki. Arhivirano iz prvotnega spletišča dne 19. julija 2011. Pridobljeno 16. septembra 2013.
19. 1 2  Clayton, W. Woodford (1880). History of York County, Maine: With Illustrations and Biographical Sketches of Its Prominent Men and Pioneers. Philadelphia: Everts & Peck. str. 51. ISBN 978-0-83280037-5 – prek Google books.
20. 1 2  Chet, Guy (2003). Conquering the American Wilderness: The Triumph of European Warfare in the Colonial Northeast. University of Massachusetts Press. ISBN 978-1-55849-382-7.
21. 1 2 3 4  Drake, Samuel Adams (1897). The Border Wars of New England: Commonly Called King William's and Queen Anne's Wars. New York: Charles Scribner's Sons.
22. 1 2 3 4 5  Church, Benjamin; Church, Thomas; Drake, Samuel G. (1845). The History of the Great Indian War of 1675 and 1676: Commonly Called Philip's War : Also the Old French and Indian Wars, from 1689 to 1704. New York: H. Dayton. ISBN 978-0-65911482-2 – prek Google books.
23. 1 2 3  Reid, John G. (1994). »1686–1720: Imperial Intrusions«.  V Phillip Buckner; John G. Reid (ur.). The Atlantic Region to Confederation: A History. University of Toronto Press. str. 82. ISBN 978-1-4875-1676-5. JSTOR j.ctt15jjfrm.
24. 1 2 3 4 5  Dunn, Brenda (2004). A History of Port-Royal-Annapolis Royal, 1605–1800. Nimbus. ISBN 978-1-55109-740-4.
25. ↑  Roach, Marilynne K. (2002). The Salem Witch Trials: A Day-by-day Chronicle of a Community Under Siege. Taylor Trade Publications. str. 163. ISBN 978-1-58979-132-9 – prek Google books.
26. 1 2  Taylor, Alan (2002). American Colonies. Penguin Books. ISBN 978-0-14-200210-0.
27. ↑  Trafzer, Clifford E. (2000). As Long as the Grass Shall Grow and Rivers Flow: A History of Native Americans. Harcourt College. ISBN 978-0-15-503857-8.
28. ↑  Exercises of the Eliot Historical Society on Monday the fifth of July, 1897: In commemoration of Major Charles Frost on the two hundredth anniversary of his massacre by the Indians, Sunday, July fourth, 1697. Eliot, ME: The Society. 1897. str. 16 – prek The Internet Archive.